# Palencia Club de Fútbol
El Palencia Club de Fútbol fue un club de fútbol de España, de la ciudad de Palencia, disuelto en 1986.

## Antecedentes

### CD Palencia
El 16 de junio de 1929, en el pedregal de las Eras del Monedero, iniciaba su andadura el Club Deportivo Palencia. El 24 de marzo de 1929, se constituyó el club morado, por aquel entonces con una indumentaria que luego se varió, pantalón negro y camiseta morada. El primer gol de la historia del Palencia lo marcó Chano, con derrota en La Balastera por 1-2 ante la Cultural Leonesa. 
El primer ascenso se produjo en la temporada 42-43, logrando el título regional y luego alcanzando en la liga de campeones el ascenso a Tercera, categoría en la que jugaron esa misma temporada. Su primer encuentro oficial en La Balastera lo jugó el 26 de septiembre de 1943 ante la Orensana, a la que derrotó por 4-0, jugando por aquel entonces con la denominación de CD Fábrica Nacional Palencia. Alcalde fue el autor del primer gol del Palencia en esta categoría. En 1951, el club era descendido por la Federación por problemas económicos, tras ganar el primer partido en Compostela de la promoción, pero sin jugarse el de vuelta. 

### Palencia CF
En 1952, tras la desaparición del C.D. Palencia, Manuel Sieiras se hace con la S.D. Avenida Santander, fundada en 1951, y la convierte en el Atlético Palentino.
El 13 de junio de 1954, el Atlético Palencia logró ascender a Tercera División, tras empatar en casa ante el Villanovense en la promoción y en 1955 cambia su nombre a Club Atlético de Palencia.En 1960 se fusiona con la SD Unión Castilla y el equipo resultante se denominó Palencia Club de Fútbol.
La temporada 1962-63 el Palencia CF jugó la fase de ascenso a Segunda División, midiéndose al Badalona, en un partido marcado por la polémica con las veladas acusaciones de venta del partido. Este asunto dejó muy tocada a la entidad palentina, que desaparecía el 26 de abril de 1964, tras no acudir los jugadores a disputar el partido en Ponferrada.

## Historia
En 1966, Bonifacio Aguayo Lorent, un traumatólogo que había trabajado en los servicios médicos del extinto Palencia CF, se hizo con la presidencia del Otero CF, equipo palentino fundado en 1963 que militaba en Primera Regional y vestía con camiseta verde y pantalón blanco. En 1968 salda la deuda que mantenía el extinto Palencia CF con la Federación y recupera sus marcas, cambiando el nombre del equipo a Palencia Club de Fútbol y cambiando el uniforme a camiseta morada y pantalón blanco.
Ganó la liga provincial y se clasificó para dirimir el ascenso a Tercera División con el Zamora. En el estadio Ramiro Ledesma caía el Palencia por 3-2, pero en La Balastera le daba la vuelta al marcador ganando por 2-0, con tantos de Escudero y Ángel Cantera, ascendiendo a Tercera División el 22 de junio de 1969. 
En la temporada 70-71 jugó la promoción de ascenso a Segunda División en un doble duelo ante el Real Oviedo. García Remón, el leyendario "Gato de Odessa", luego jugador del Madrid, privó con sus dos actuaciones al equipo morado de su primer ascenso a la categoría de plata. 
Tras varios años de polémico mandato, que le llevaron incluso a ser inhabilitado, Bonifacio Aguayo dejó la presidencia en 1975. Su substituto, Eradio Alonso del Campo, se mantuvo dos temporadas en el cargo, dejando como legado el ascenso a la nueva Segunda División B. El 29 de mayo de 1977, tras vencer al Irún por 1-0, con tanto de Mota, el conjunto morado alcanzaba la octava plaza, suficiente para lograr el ascenso a la Segunda División B. 
Bonifacio Aguayo regresó a la presidencia en julio de 1977. El Doctor Aguayo dio un golpe de timón fichando como entrenador a Francisco Gento. Tras una temporada con un comienzo un tanto irregular, el Palencia lograba un hito en su historia, alcanzar la Segunda División A. El 17 de junio de 1979, con La Balastera a reventar, ganaba 1-0 al Pontevedra (gol de Teixidó de penalti). Un día antes se cumplía el cincuenta aniversario del primer encuentro oficial en la historia del Palencia. 
Dos temporadas estuvo el Palencia en Segunda A, para luego descender a Segunda B. Miguel Ángel Montes se hizo cargo del equipo y, pese al descenso, cumplió su segundo año como técnico, logrando ascender al equipo un año más tarde. El ascenso se lograba el 16 de mayo de 1982, tras vencer por 2-0 al Zamora.
En la temporada 82-83, Luis Costa se hace cargo del equipo. Fue la campaña más gloriosa en la historia del club morado, coincidiendo con el año del Mundial en España. Solo los arbitrajes y los graves problemas económicos evitaron el ascenso a la Primera División, quedándose a las puertas ese año de un éxito sin precedentes. Fue el mejor fútbol que se vio en el Municipal de La Balastera. 
En la temporada 83-84, descendió a Segunda División B, de la mano de Touriño y Pérez García. El 1 de agosto de 1986, ante las deudas contraídas con sus futbolistas -que superaban los 21 millones de pesetas-, el club era sancionado con un descenso administrativo a Tercera División. Tan solo cinco días después, el 6 de agosto, la asamblea de socios acordaba la disolución de la entidad.
La herencia del Palencia CF fue recogida por el CD Cristo Olímpico, equipo fundado en 1975 y que desde 1980 actuaba como filial del club morado. En 1989 el CD Cristo Olímpico cambió su denominación a Club de Fútbol Palencia, que mantuvo hasta su desaparición en 2013.

## Trayectoria histórica
```
La 
Segunda División B
 fue introducida en 1977 como categoría intermedia entre la 
Segunda División
 y 
Tercera División
.
```

## Uniforme
- Uniforme alternativo:

| 1960 - 1962 | 1962 - 1964 | 1968 - 1986 |

## Estadio
Fue un estadio de fútbol de la ciudad de Palencia. Tenía capacidad para 12.500 personas y las dimensiones del terreno de juego eran 106x70 metros.

## Datos del club
- Temporadas en 1.ª: 0
- Temporadas en 2.ª: 4
- Temporadas en 2ªB: 5
- Temporadas en 3.ª: 12
- Mejor puesto en la liga: 5º temporada 1982-83
- Participaciones en la Copa del Rey: 13
- Mejor clasificación en la Copa: 5ª Ronda temporadas 1971-72 y 1979-80[5]
- Participaciones en la Copa de la Liga: 8

## Filiales
En 1980, con el ascenso del CD Cristo Olímpico a Tercera División, este pasó a ser filial del Palencia CF, lo que supuso la disolución del Promesas.
En la temporada 2010-2011 formaron de nuevo un filial

## Palmarés

### Campeonatos nacionales
- Segunda División B (1): 1978-79 (Gr. I).

### Trofeos amistosos
- Trofeo de la Galleta (1): 1970.
- Trofeo Luis Bermejo (1): 1972.
- Trofeo San Agustín (1): 1985.